# 愛をとりもどせ!!
「愛をとりもどせ!!」（あいをとりもどせ）は、クリスタルキングのシングル曲である。他のアーティストにもカバーされている。

## 解説
オリジナル版は1984年（昭和59年）10月5日に発売。テレビアニメ『北斗の拳』（第1話～第82話《第1部～第3部》まで）のオープニングテーマとして作られた曲で、同作を代表する曲となった。なお第83話（第4部）以降はKODOMO BANDの「SILENT SURVIVOR」。
- 『北斗の拳』テレビサイズでは、歌い出し部分「YouはShock」のエコーの掛かり方が異なっている。
  - レコード用フルサイズでは全てのフレーズで「YouはSho(Sho)(Sho)(Shock)」であるが、テレビサイズでは1回目は「YouはShock(Shock)(Shock)」で2回目は「YouはShock」（エコー無し）となっている。
  - 格闘ゲーム版のOPも歌い出し部分からテレビサイズ版であることがわかる。

青木望の編曲によるインスト版は「戦闘」という題でサントラに収録されており、演奏時間は1分24秒程度、吠えるような金管楽器、流れるような弦楽器による疾走感のあるものに編曲されており、劇中のクライマックスで流されること多い。また次回予告編でも流されていた。格闘ゲーム版では「fatal.K.O」といいうタイトルで弦楽器による部分がエレキギターの変えた26秒程度のものが使用されている。これらは冒頭の「YouはShock」の部分のメロディをオノマトペにした「テーレッテー」という通称でネットなどで知られている。
なお、当時メンバーだった田中昌之はアニメが大嫌いで原作の単行本を渡されながらも一切読まなかった。当初「アニメ主題歌を歌うとはいかがなものか」と思っていたが、この曲が純粋に人気を集めたことには「歌っていてよかった」と喜びを覚えている。また、田中も吉崎とは別にソロでのセルフカバーを行っている。
オリジナル版発売時は、レコード収録曲が童謡と判断されれば物品税非課税であったため、発売元のキャニオン・レコード（現:ポニーキャニオン）は本レコードを童謡扱いとしていたが、1986年（昭和61年）に東京国税局が「B面の『ユリア…永遠に』は童謡だが、A面の『愛をとりもどせ!!』は大人向け」と判定。その上でA面曲のほうが演奏時間が長いという理由で、本レコードについても物品税が課せられるようになった（物品税は1989年（平成元年）に廃止、以後レコードは消費税が課税された）。
オリコンの最高順位こそ低いが、楽曲の知名度が高く、現在では「大都会」と並ぶ、クリスタルキングの代表曲となっている。

## 再発盤
2004年7月7日にクリスタルキング（実質的にはムッシュ吉崎のソロ）による再レコーディング版シングル「愛をとりもどせ!!/ルパン三世のテーマ」が発売された。同年10月20日にオリジナル版のリミックスと「ユリア…永遠に」の再レコーディング版を収録したシングル「ユリア…永遠に/愛をとりもどせ!!REMIX」が発売され、2004年2月4日からは着うたでの配信が開始された。
2006年3月24日に映画『真救世主伝説 北斗の拳 ラオウ伝 殉愛の章』の挿入歌として再レコーディングされたシングル「愛をとりもどせ!!(MOVIE ver.)」が発売された。

## 記録
2007年度の日本音楽著作権協会（JASRAC）の著作権使用料分配額（国内作品）ランキングで年間9位を獲得した。
2009年3月には日本レコード協会が着うたに対するゴールド認定の導入と同時にミリオンセラー認定を受けた。

## 収録作品

### オリジナル盤
収録曲
1. 愛をとりもどせ!!
作詞：中村公晴、作曲：山下三智夫、編曲：山下三智夫・飛澤宏元
  - フジテレビ系テレビアニメ『北斗の拳』オープニングテーマ
2. ユリア…永遠に
作詞：野元英俊・田中昌之、作曲：今給黎博美、編曲：今給黎博美・飛澤宏元
  - フジテレビ系テレビアニメ『北斗の拳』エンディングテーマ

### 愛をとりもどせ!!/ルパン三世のテーマ
収録曲
1. 愛をとりもどせ!!
2. ルパン三世のテーマ
作詞：千家和也、作曲：大野雄二
  - 日本テレビ系テレビアニメ『ルパン三世』オープニングテーマ(カバー曲)
3. 愛をとりもどせ!!(カラオケバージョン)
4. ルパン三世のテーマ(カラオケバージョン)
5. ルパン三世のテーマ(インストゥルメンタルバージョン)

### ユリア…永遠に/愛をとりもどせ!!REMIX
収録曲
1. 愛をとりもどせ!! ハードコアMIX DJ URAKEN REMIX
2. ユリア…永遠に
3. 愛をとりもどせ!! 熱闘MIX TABATA REMIX
4. ユリア…永遠に (カラオケバージョン)
5. 愛をとりもどせ!! 疾走MIX TABATA REMIX

### 愛をとりもどせ!! (MOVIE ver.)
収録曲
1. 愛をとりもどせ!! (MOVIE ver.)
  - アニメーション映画「真救世主伝説 北斗の拳 ラオウ伝 殉愛の章」挿入歌
2. ユリア…永遠に (MOVIE ver.)
3. 愛をとりもどせ!! (MOVIE ver.DJ Dr.Knob Remix)
4. 愛をとりもどせ!! (MOVIE ver.Karaoke)
5. ユリア…永久に (MOVIE ver.Karaoke)
6. 愛をとりもどせ!! (MOVIE ver.Instrumental featuring Yoshio Nomura)

## 有頂天によるカバー
2008年10月8日に『らき☆すたOVA』のテーマソングを収録したCDとして発売され、有頂天（小神あきら（今野宏美）と白石みのる（白石稔））がカバーしている。　
収録曲
1. 愛をとりもどせ!!
作詞：中村公晴、作曲：山下三智夫、編曲：神前暁
2. ユリア…永遠に
作詞：野元英俊、田中昌之、作曲：今給黎博美、編曲：虹音
曲が終わると次に変わるまでに数十秒の間があり、1分13秒ほどのミニトークが収録されている。
3. 曖昧ネットだーりん〜有頂天MIX〜
Remix By A-bee
以前発売された『曖昧ネットだーりん』のリミックスバージョン。
4. 愛をとりもどせ!!（off vocal）
5. ユリア…永遠に（off vocal）

## その他のカバー
| アーティスト                                      | 収録作品                                                                                 | 発売日            | 規格品番          | 備考 |
| 愛をとりもどせ! !                                 | 愛をとりもどせ! !                                                                        | 愛をとりもどせ! ! | 愛をとりもどせ! ! | 愛をとりもどせ! ! |
| ------------------------------------------------- | ---------------------------------------------------------------------------------------- | ----------------- | ----------------- | --- |
| 屋敷修、石川美智子                                | 『最新アニメ主題歌全曲集』                                                               | 1985年2月21日     | K20H-4258         | カセットテープのみ。 |
| 大倉正丈（こおろぎ'73）、Cha Cha                  | 『テレビまんがベスト16 電撃戦隊チェンジマン/コンポラキッド』                             | 1985年6月         | CZ-7277           | |
| 杉作J太郎&岡元あつこ                              | 『レッスル・ディスコ・フィーバー・デラックス』                                           | 2000年06月28日    | TOCT-24379        | |
| アニメタル                                        | 『アニメタル・マラソンIV』                                                               | 2001年9月12日     | CTCR-14177        | |
| DGM                                               | 『Misplaced』 (国内盤）                                                                  | 2004年12月16日    | MICP-10486        | 曲名は「YOU WA SHOCK」 |
| 田中雅之                                          | 『愛をとりもどせ!! SPECIAL-EDITION』                                                     | 2006年8月4日      | TMEC-30001        | セルフカバー。 |
| 田中昌之                                          | 『YouはShock〜アニメ・特撮HIT COVERS』                                                   | 2013年3月6日      | TKCA-73879        | 「愛をとりもどせ!! feat.きただにひろし」として、再度セルフカバー。                                                                                |
| 遠藤正明                                          | 『ENSON 〜COVER SONGS COLLECTION Vol.1〜』                                               | 2008年6月11日     | LACA-5774         | |
| 神谷明                                            | 『キッズソング★ヒットパラダイス! まんまるスマイル・崖の上のポニョ』                      | 2008年9月26日     | KICG-244/5        | |
| クリスタルキング with 桃井はるこ & 下田麻美       | 『トランス北斗の拳』                                                                     | 2008年12月25日    | VGCD-0155         | 桃井はること下田麻美をフィーチャリングとして迎え、「愛をとりもどせ!! (DJ KOO MIX)」としてセルフカバー。                                           |
| romi                                              | 『あのうた2』                                                                            | 2009年5月20日     | BALL-1002         | |
| 布袋寅泰                                          | 「STILL ALIVE」                                                                          | 2009年5月20日     | TOCT-40302        | インストゥルメンタル。 |
| 廣松理圭（村井理沙子） & 伊勢田結花（月宮みどり） | 『TVアニメ「えびてん 海老栖川高校天悶部」Character Song Album THEリスペクト EB10 Vol.1』 | 2012年12月7日     | AMG-7042          | TV mix アニメ『えびてん 公立海老栖川高校天悶部』第5話EDテーマ。                                                                                   |
| 廣松理圭（村井理沙子） & 伊勢田結花（月宮みどり） | 『えびてん 公立海老栖川高校天悶部 第3巻』 (限定版)                                       | 2013年1月25日     | KABA-10112        | フルバージョン。 |
| アニメタルUSA                                     | 『アニメタルUSA』                                                                        | 2011年10月12日    | SICP-3268         | |
| 鵜島仁文                                          | 『RESPECT SONGS 1』                                                                      | 2012年2月25日     |                   | 配信限定。 |
| DaizyStripper                                     | 『V-ANIME ROCKS evolution』                                                              | 2013年10月2日     | TKCA-73994        | |
| 飛蘭                                              | 『FAYvorite』                                                                            | 2014年3月26日     | LACA-15396        | |
| THE ALFEE                                         | 『北斗の拳 35th Anniversary Album “伝承”』                                               | 2019年1月16日     | TYCT-60133        | |
| THE ALFEE                                         | 『Battle Starship Alfee』 (通常版)                                                       | 2019年6月26日     | TYCT-60140        | 「愛をとりもどせ!! (Battle Starship Mix)」として、ボーナストラック収録。 スマートフォン向けゲームアプリ『北斗の拳 LEGENDS ReVIVE 』テーマソング。 |
| ユリア…永遠に                                     |                                                                                          |                   |                   | |
| クリスタルキング with 今井麻美 & 滝田樹里         | 『トランス北斗の拳』                                                                     | 2008年12月25日    | VGCD-0155         | 今井麻美と滝田樹里をフィーチャリングとして迎え、「ユリア…永遠に (DJ KOO MIX)」としてセルフカバー。                                                |
| 田中雅之                                          | 『愛をとりもどせ!! SPECIAL-EDITION』                                                     | 2006年8月4日      | TMEC-30001        | セルフカバー。 |
| 田中昌之                                          | 『YouはShock〜アニメ・特撮HIT COVERS』                                                   | 2013年3月6日      | TKCA-73879        | 「ユリア…永遠に feat.きただにひろし」として、再度セルフカバー。                                                                                   |